# Ikast-Brande község
Ikast-Brande község (dánul: Ikast-Brande Kommune) Dánia 98 községének (kommune, helyi önkormányzattal rendelkező közigazgatási egység) egyike. A Midtjylland régióban található. Ikast-Brande község Herning, Viborg, Samsø, Horsens, Hedensted, Vejle és Billund községekkel határos. Lakosainak száma 41 885 fő (2022).